# Waldir Peres
Waldir Peres de Arruda (Garça, Brasil, 2 de enero de 1951-Mogi Mirim, Brasil, 23 de julio de 2017), más conocido como Waldir Peres o Valdir Peres, fue un jugador y entrenador de fútbol brasileño. En su etapa como jugador profesional se desempeñaba como guardameta. 
Es el segundo futbolista con más partidos disputados con el São Paulo, con 617 encuentros, solamente por detrás de Rogério Ceni.

## Fallecimiento
Murió el 23 de julio de 2017 de un ataque al corazón en Mogi Mirim, a la edad de 66 años.

## Selección nacional
Fue internacional con la selección brasileña en 39 ocasiones. Formó parte de la selección que obtuvo el tercer lugar en la Copa del Mundo de 1978, pese a no haber jugado ningún partido durante el torneo.

### Participaciones en Copas del Mundo
| Mundial              | Sede             | Resultado    | Partidos | Goles |
| -------------------- | ---------------- | ------------ | -------- | ----- |
| Copa Mundial de 1974 | Alemania Federal | Cuarto lugar | 0        | 0     |
| Copa Mundial de 1978 | Argentina        | Tercer lugar | 0        | 0     |
| Copa Mundial de 1982 | España           | Segunda fase | 5        | 0     |

### Participaciones en Copas América
| Copa              | Sede          | Resultado    |
| ----------------- | ------------- | ------------ |
| Copa América 1975 | Sin sede fija | Tercer lugar |

## Clubes

### Como jugador
| Club        | País   | Año       |
| ----------- | ------ | --------- |
| Ponte Preta | Brasil | 1970-1973 |
| São Paulo   | Brasil | 1973-1984 |
| America-RJ  | Brasil | 1984      |
| Guarani     | Brasil | 1984-1985 |
| Corinthians | Brasil | 1986-1987 |
| Portuguesa  | Brasil | 1988      |
| Ponte Preta | Brasil | 1988-1989 |
| Santa Cruz  | Brasil | 1989-1990 |

### Como entrenador
| Club               | País   | Año  |
| ------------------ | ------ | ---- |
| São Bento          | Brasil | 1991 |
| Inter de Limeira   | Brasil | 1992 |
| União Mogi         | Brasil | 1993 |
| São Bento          | Brasil | 1994 |
| Inter de Limeira   | Brasil | 1994 |
| União Mogi         | Brasil | 1995 |
| Nacional-SP        | Brasil | 1996 |
| Ferroviária        | Brasil | 1997 |
| Nacional-SP        | Brasil | 1998 |
| Guarulhos          | Brasil | 1998 |
| Itapetininga       | Brasil | 1999 |
| Itabaiana          | Brasil | 1999 |
| Nacional-SP        | Brasil | 2000 |
| Paraguaçuense      | Brasil | 2001 |
| Rio Branco-PR      | Brasil | 2002 |
| Oeste              | Brasil | 2003 |
| Rio Branco-PR      | Brasil | 2004 |
| Império-PR         | Brasil | 2005 |
| Uberlândia         | Brasil | 2006 |
| Real Brasil        | Brasil | 2006 |
| Vitória-ES         | Brasil | 2007 |
| Araguaína          | Brasil | 2007 |
| Inter de Limeira   | Brasil | 2008 |
| Engenheiro Beltrão | Brasil | 2008 |
| Grêmio Maringá     | Brasil | 2013 |

## Palmarés

### Como jugador

#### Campeonatos regionales
| Título                  | Club       | Estado     | Año  |
| ----------------------- | ---------- | ---------- | ---- |
| Campeonato Paulista     | São Paulo  | São Paulo  | 1975 |
| Campeonato Paulista     | São Paulo  | São Paulo  | 1980 |
| Campeonato Paulista     | São Paulo  | São Paulo  | 1981 |
| Campeonato Pernambucano | Santa Cruz | Pernambuco | 1990 |

#### Campeonatos nacionales
| Título  | Club      | País   | Año  |
| ------- | --------- | ------ | ---- |
| Serie A | São Paulo | Brasil | 1977 |

#### Distinciones individuales
| Distinción    | Año  |
| ------------- | ---- |
| Bola de Ouro  | 1975 |
| Bola de Prata | 1975 |

### Como entrenador

#### Campeonatos regionales
| Título                       | Club        | Estado    | Año  |
| ---------------------------- | ----------- | --------- | ---- |
| Campeonato Paulista Série A3 | Nacional-SP | São Paulo | 2000 |
| Campeonato Paulista Série A2 | Oeste       | São Paulo | 2003 |